# Pterophorus albidus
Pterophorus albidus is een vlinder uit de familie vedermotten (Pterophoridae). De wetenschappelijke naam van deze soort is voor het eerst geldig gepubliceerd in 1852 door Philipp Christoph Zeller.
De soort komt voor in het Afrotropisch gebied.